# Toyota Carina II
Toyota Carina — сімейство сімейних автомобілів, що представлене в Японії в 1970 році. В 1971 році вона представлена в Європі. У 1984 році сімейство Carina на європейському ринку було замінене на автомобілі сімейства Carina II — по суті, ребрендинг Toyota Corona T150 серії, запущений в 1983 році в Японії, з деякими незначними змінами відповідно до європейських ринків. Ця тенденція зміни марки Corona на ім'я Carina для європейського ринку продовжували протягом ще двох поколінь, з другою Carina II в 1988 році і Carina E в 1992 році.

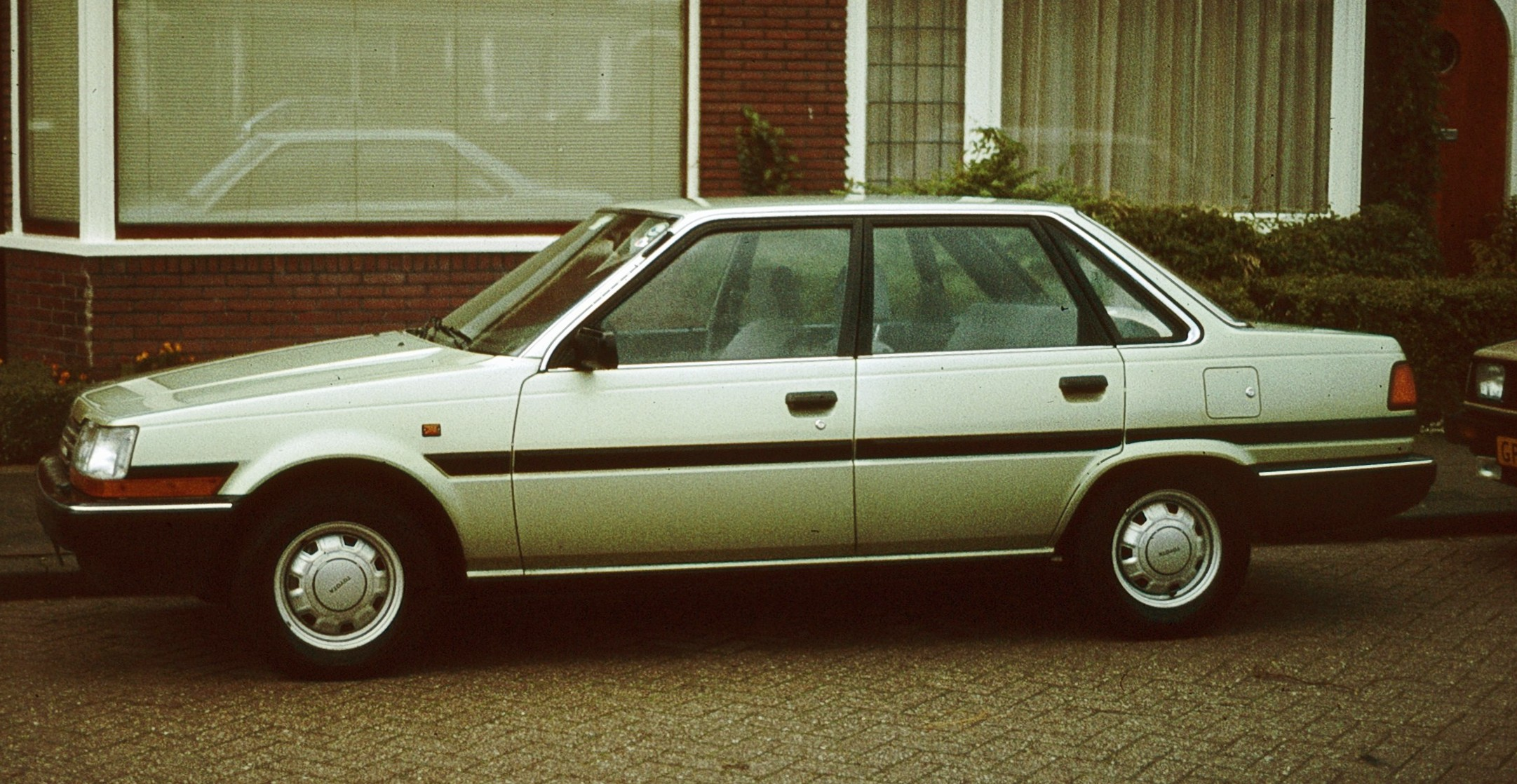
Toyota Carina II (1984-1988)
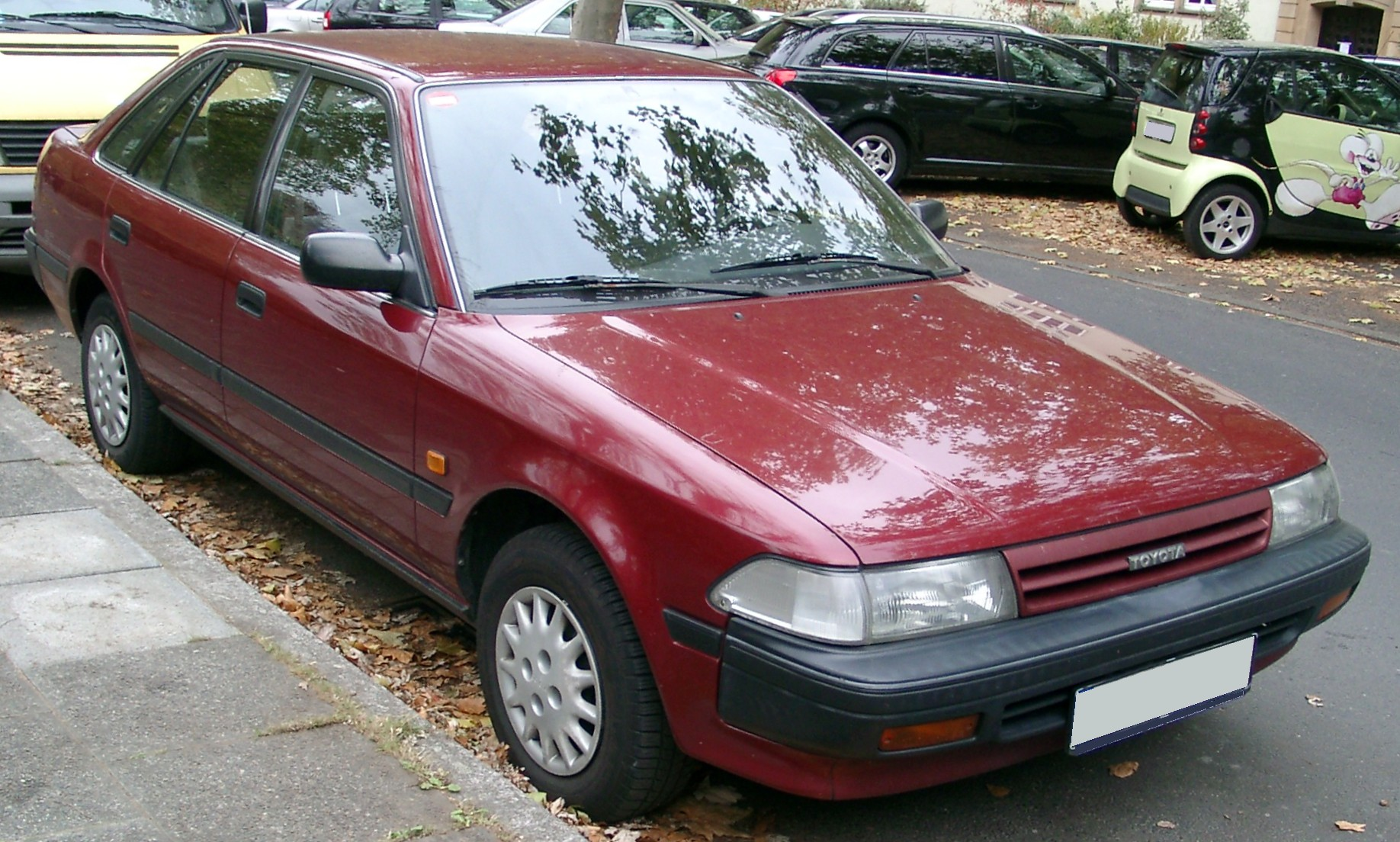
Toyota Carina II (1988-1992)